# Måns Månsson Lindgren
Måns Månsson Lindgren, född 1726 i Sankt Lars församling, Östergötlands län, död 6 juni 1790 i Linköpings församling, Östergötlands län, var en svensk murmästare.

## Biografi
Måns Månsson Lindgren arbetade som murmästare och utsågs omkring 1775 till stiftsmurmästare. Han arbetade ofta tillsammans med byggmästaren Petter Andersson Lindstrand som kom att utses till stiftsbyggmästare. De byggde minst sju kyrkor tillsammans.

## Utförda arbeten (urval)
- Sya kyrka (1774).[4]
- Viby kyrka (1776–1777).[5]
- Tjärstads kyrka (1775–1778).[6]
- Rystads kyrka (1780–1783).[7]